# Cléber Cuasquer
Cuasquer  Pérez est un nom espagnol. Le premier nom de famille, en général paternel, est Cuasquer ; le second, en général maternel, souvent omis, est Pérez.
Cléber Alirio Cuasquer Pérez, né le 9 août 1990, est un coureur cycliste équatorien.

## Palmarès
- 2011
  -  Champion d'Équateur sur route espoirs
  -  Champion d'Équateur du contre-la-montre espoirs
- 2012
  - 4e étape de la Clásica Internacional de Tulcán (es)
  - 5e étape du Tour de l'Équateur
- 2013
  - Vuelta a la Costa Ecuador :
    - Classement général
    - 2e étape

  - Vuelta a la Sierra :
    - Classement général
    - 1re étape

  - 9e étape du Tour de l'Équateur
- 2014
  - Vuelta Máster al Ecuador :
    - Classement général
    - 1re étape (contre-la-montre)

  - 9e étape du Tour de l'Équateur
  - 2e du Tour du sud de la Bolivie
  - 3e du Tour de l'Équateur
- 2016
  - 3e du championnat d'Équateur du contre-la-montre
- 2017
  - 3e du championnat d'Équateur du contre-la-montre
- 2018
  - 3e du championnat d'Équateur du contre-la-montre

## Classements mondiaux
| Année            | 2014 | 2015 | 2016 | 2017 | 2018 | 2019 | 2020 |
| ---------------- | ---- | ---- | ---- | ---- | ---- | ---- | ---- |
| UCI America Tour | 79e  | 483e |      |      | 256e | 419e | 124e |